# Rhodacarellus tebeenus
Rhodacarellus tebeenus är en spindeldjursart som beskrevs av Hafez och Abdul Halim Nasr 1979. Rhodacarellus tebeenus ingår i släktet Rhodacarellus och familjen Rhodacaridae. Inga underarter finns listade i Catalogue of Life.